# Герб Абрикосівки
Герб Абрикосівки — офіційний символ села Абрикосівка (Кіровського району АРК), затверджений рішенням Абрикосівської сільської ради від 10 листопада 2008 року.

## Опис герба
У синьому полі три срібні фонтани (один над двома), над відділеною трьома нитяними балками (срібною, синьою та срібною) зеленою основою.